# 서동균
서동균(1971년 5월 3일 ~ )은 대한민국의 코미디언이다. 서영춘의 막내아들이다.

## 학력
- 광운대학교 전기공학과

## 데뷔
1992년 연극배우 첫 데뷔하였고 이듬해 1993년에 뮤지컬 배우 데뷔하였으며 1997년 한국방송공사 공채 13기 개그맨으로 정식 데뷔하였다.

## 출연작

### 방송
- 《가족오락관》 (KBS)
- 《코미디 세상만사》 (KBS2)
- 《쇼! 행운열차》 (KBS2)
- 《개그콘서트》 (KBS2)
- 《TV는 사랑을 싣고》 (KBS2)
- 《코미디 파일》 (KBS2)
- 《한밤의 TV연예》 (SBS)

### 드라마
- 《히트》 (MBC) - 기자 역
- 《칼잡이 오수정》 (SBS) - 재훈 역
- 《내일을 향해 뛰어라》 (SBS)

### 광고
- 2000년 해태제과 꿀호떡 (이혁재와 함께 출연)
- 2002년 고려제약 하벤플러스 (서현선과 함께 출연, 서영춘의 생전 공연 장면에 서현선·서동균 남매가 등장하는 장면을 합성해서 제작함)